# Aptenodytes
Aptenodytes is een geslacht van de orde der pinguïns. Het geslacht omvat twee levende soorten. Het is het bekendste geslacht van de pinguïns.

## Soorten
- Aptenodytes forsteri – Keizerspinguïn
- Aptenodytes patagonicus – Koningspinguïn

### Uitgestorven
- † Aptenodytes ridgeni (fossiel uit het Plioceen)